# Псковска област
Псковска област (рус. Псковская область) конститутивни је субјект Руске Федерације са статусом области на простору Северозападног федералног округа, на северозападу европског дела Русије.
Псковска област ограничена је са севера територијом Лењинградске области, на истоку је територија Новгородске и Тверске области, док је на југоистоку Смоленска област. Југозападне и западне границе области уједно представљају и западне границе Русије према Белорусији, Летонији и Естонији. Са површином од 55.399 км² налази се на 48. месту међу субјектима Руске Федерације. Према проценама националне статистичке службе за 2016. на подручју области је живело укупно 646.633 становника или у просеку 11,67 ст/км², и по том параметру област се налази тек на 68. месту у Русији. Псковска област је позната као једно од подручја са највећом стопом депопулације у Русији и карактерише је константан пад броја становника. Више од две трећине популације живи у градским срединама. Главни и највећи град области је Псков, један од најстаријих руских градова који се у писаним изворима први пут помиње у хроникама из 903. године. Други важан градски центар у области је град Великије Луки.
Иако је савремена област успостављена 23. августа 1944. године, још у средњем веку на том подручју постојала је моћна словенска држава Псковска република (862—1510) која је врхунац своје моћи доживела за владавине књаза Довмонда Псковског (владао од 1266. до 1299. године). Према легенди, велика кнегиња Олга Кијевска рођена је у селу Вибути, на Псковскј земљи, негде око 890. године.
Административно, Псковска област је подељена на 24 општинска рејона и на два градска округа. На територији области постоји укупно 28 градских насеља, од чега је њих 14 са статусом града, а преосталих 14 са статусом варошица. Основу популације чине Руси чији процентуални удео у укупној популацији износи око 95%, док су најбројније мањинске етничке заједнице Украјинци, Белоруси и Роми.

## Етимологија
Област носи име по административном центру, граду Пскову. Град лежи на реци Пскова, по којој је и добио име, а први пут се званично спомиње давне 903. године.
Постоји неколико теорија о хидрониму реке Пскове. Неки порекло имена виде у прасловенским речима: плес, песак или поскакивање (за воду), или балтичкој речи писва -смола. Једна од теорија, комбинује готске, балтичке и словенске речи Пал-еск-ава, што значи „блатњава вода“, а што би могло бити најизвесније значење.

## Географија
Псковска област заузима подручје на западу, и делом на северозападу, европског дела Руске Федерације, односно обухвата крајњи запад Северозападног федералног округа. Уз изузетак Калињинградске ексклаве која је територијално одвојена од осталих субјеката Федерације, Псковска област је самим тим најзападнији део Руске Федерације. Територија области је издужена у мсеру север-југ у дужини до 380 километара, док је максимално растојање од западне до источне границе области око 260 километара. Псковска област обухвата територију површине 55.399 км², што чини свега 0,32% од укупне површине Федерације (област се налаз на 48. месту међу 85 субјеката Федерације). Област се на северу граничи са територијом Лењинградске области, на истоку су Новгородска и Тверска, а на југоистоку Смоленска област. Преостале границе имају уједно и међународни карактер, па је тако на северозападу граница са Естонијом (дужина граничне линије је 270 километара), на западу са Летонијом (214 км), док је на југозападу и југу граница са Белорусијом (односно са њеном Витепском облашћу, у дужини од 305 км). Псковска област је један од тек два субјекта Федерације који се директно граничи са три друге државе (овакве границе има још једино Република Алтај у источном Сибиру).

### Рељеф
У географском погледу Псковска обаст обухвата северозападне делове простране Источноевропске равнице и њеним рељефом доминирају простране низије са којих се местимично издижу благо заталасана узвишења у виду побрђа. Надморске висине постепено расту идући од низијских подручја на северу ка побрђима на југу. најнижа тачка је обала Чудско-псковског језера на северу, која лежи на надморској висини од свега 30 метара, док је просечна висина области 110 метара. Валдајска глацијација, која је ледом оковала ово подручје пре око 12.000 година, умногоме је утицала на настанак савремених форми рељефа на подручју данашње Псковске области.
У рељефу Псковске области јасно се издвајају три брежуљкаста подручја моренског порекла: Лушко побрђе на северу, Судомско (293 метра) у централном делу и Бежаничко на југу. Побрђа су међусобно раздвојена низијскм подручјима. Најниже је Лушко побрђе са максималних 204 метра висине (гора Кочебуж), док је највиша тачка гора Липницкаја на Беженичком побрђу са максималном висином од 339,1 метара.
Најпространије низијско подручје је Псковска низија која се протеже западним делом области, обухвата подручје површине око 17.000 км², са просечним надморским висинама од око 65 метара. Псковском низијом протиче најважнија река у области Великаја. Псковска низија се на истоку наставља на Хиловску низију која је на северу ограничена брежуљцима Лушког побрђа, а на југу Судомским побрђем. Источни део области обухвата рубна подручја Прииљмењске низије, низијског подручја уз долину реке Ловат које се на истоку постепено спушта ка депресији Иљмењског језера. На крајњем северу је низијско подручје уз долине Пљусе и Луге, док је на југу између Судомског и Бежаничког побрђа Соротска низија. На подручју Печорског рејона на крајњем западу области налази се узак појас благо заталасаног земљишта који се лагано спушта ка западним обалама Псковског језера, и представља источне делове естонског побрђа Ханја. На крајњем југоистоку области, уз границу са Тверском облашћу, налазе се делови Валдајског побрђа. На крајњем југу између државне границе са Белорусијом и Бежаничког побрђа налази се до 268 метара високо Вјазевско побрђе.

### Хидрографске карактеристике
Територија Псковске области карактеристична је по доста густој речној мрежи и бројним језерима. Савремена речна мрежа је геолошки гледано доста млада и формирала се пре око 12.000 година након топљења леденог покривача Валдајског ледника, а последице глацијације нарочито су изражене у јужним, брежуљкастим деловима области где се налазе бројна мања ледничка језера.
Цела територија области припада сливу Балтичког мора, односно сливовима реке Нарве, Неве и Западне Двине. Најважнија река у басену Нарве, и уједно највећа река у области, је река Великаја, која целом дужином свога тока (од 430 км) тече преко западних делова области у смеру север-југ. Великаја је са басеном Нарве повезана преко Чудско-псковског језерског система на северу области. Њене најважније притоке на овом подручју су Сињаја (195 км), Утроја (176 км), Иса (174 км), Веда (83 км) и Кудеб (82 км) са леве, те Черјоха (145), Алоља (105 км), Пскова (102 км), Сорот (80 км) и Кудка (55 км) са десне стране. У басену реке Нарве налазе се и реке Желча (107 км), Чјорнаја (57 км), Черма (48 км), Толба (36 км) и Гдовка (23 км) које се директно уливају у Чудско-псковско језеро. На крајњем северу области свој ток започиње река Пљуса (280 км, од чега на преко територије области 247 км), највећа притока Нарве.
Други по важности је слив реке Неве према којој се одводњавају подручја на истоку и југоистоку области. Најважније реке овог слива су Шелоњ (од његових укупно 248 км тока 171 км је на подручју Псковске области), са својим најважнијим притокама Ситњом (117 км) и Узом (98 км), те Ловат (преко територије области тече дужином од 250 км) са Полистом, Локњом и Куњом.
Најмањи део територије припада басену Западне Двине која на крајњем југоистоку представља пограничну реку према Тверској области (најважније притоке Усвјача и Дриса).
На територији Псковске области постоји више од 3.700 језера укупне површине 3.260 км². Углавном је реч о мањим глацијалним језерима површине изнад 0,25 хектара, а на која отпадају укупно 3.432 језерске акваторије. Највећа су језера из групе Чудско-псковских језера која се налазе на северу области. Иако је реч о пограничним језерима, око 2/3 ове језерске акваторије (или 2.100 км² од 3.558 км²) админстративно припада Псковској области. Ову групацију језера чине Чудско, Псковско и Топло језеро. Већина мањих језера налази се у побрђима на југу области, а међу њима величином се издвајају Жижичко (58,6 км²), Двињ-велинско (52,6 км²), Полисто (30,6 км²) и Иван (23,6 км²). Најдубље међу њима је Глубокоје са дубином од 36 метара.
Мочваре и тресетишта заузимају око 10—16% обласне територије, а на подручју области налазе се 164 мочваре укупне површине 4625,5 км². Највећи део замочвареног земљишта налази се на северу области, у ниским подручјима уз велике реке и велика северна језера.

### Живи свет и екологија
Под шумама је покривено око 38% обласне територије или 20.685 км², најраширеније су листопадне шуме на које отпада 12.135 км², док четинарске шуме покривају 8.550 км².
На крајњем југозападу области налази се Себешки национални парк, заштићено подручје површине 50.021 ха (основан 1996. године), а значајнија заштићена подручја су још и Полистовски резерват природе површине 37.983 ха (основан 1994) на крајњем истоку и Снетогорско-муровички споменик природе површине 46,93 ха (основан 1976) на ушћу реке Великаје.

## Демографија
Према подацима националне статистичке службе Русије, на територији псковске области је 2016. живело 646.633 становника, или у просеку 11,67 ст/км². Од тог броја чак 70,9% је живело у градским срединама. По том параметру Псковска област се налазила на 68. месту међу 85 субјеката Федерације. Према подацима са пописа становништва из 2010. на подручју области је живело 673.423 становника, или свега око 0,5% од целокупне популације Руске Федерације. У односу на попис становништва из 2002. када је ту живело 760.810 становника, број становника области је опао за чак 87.387 особа.
Псковска област је један од руских административних јединица са најизраженијом стопом депопулације, и број становника се константно смањује у последњих сто година. Псковска област је тако у периоду 1926–2016. изгубила 1.141.785 становника, односно више од две трећине свог становништва. Најдрастичнији пад у популацији десио се у периоду 1939–1945. током Другог светског рата, када се за свега неколико година број становника смањио за готово пола милиона. Током 1990-их година Псковска област је називана „престоницом руске депоулације”. Поред изразито негативног природног прираштаја, главни разлози губитка становништва су и миграције становништва, посебно млађе популације која се највише исељава ка већим градским центрима у унутрашњости земље (нарочито према Москви и Санкт Петербургу). Године 2009. број умрлих је био 60% већи од броја рођених на нивоу области.
| 1939.     | 1959.   | 1970.   | 1979.   | 1989.   | 1999.   | 2002.   | 2010.   | 2016.   |
| --------- | ------- | ------- | ------- | ------- | ------- | ------- | ------- | ------- |
| 1,549,800 | 951,856 | 875,293 | 850,035 | 840,449 | 804,632 | 760,810 | 673,423 | 646,633 |

У етничком погледу Псковска област је доста хомогена, а најбројнија етничка заједница 2010. били су Руси са 616.432 становника или 95,01%. Најбројније мањинске заједнице су Украјинци са 8.636 становника (1,33%), Белоруси са 6.772 (1,04%), Роми са 3.231 (0,50%), Јермени са 2.379 (0,37%), Азери са 1.272 (0,20%) и Татари са 1.233 (0,19%). На подручју Печорског рејона живи мања заједница аутохнотних угро-финских Сета тог подручја, њих свега 123 или 0,02% популације области.
| Национальност | 1989.   | % 1989. | 2002.   | % 2002. | 2010.   | % 2010. |
| ------------- | ------- | ------- | ------- | ------- | ------- | ------- |
| Руси          | 797.436 | 94,21%  | 717.101 | 94,25%  | 616.432 | 95,01%  |
| Украјинци     | 15.352  | 1,81%   | 12.471  | 1,64%   | 8.636   | 1,33%   |
| Белоруси      | 12.496  | 1,48%   | 9.664   | 1,27%   | 6.772   | 1,04%   |
| Роми          | 3.319   | 0,39%   | 3.220   | 0,42%   | 3.231   | 0,50%   |
| Јермени       | 552     | 0,07%   | 2.270   | 0,30%   | 2.379   | 0,37%   |
| Татари        | 1.010   | 0,12%   | 1.499   | 0,20%   | 1.233   | 0,19%   |
| Азери         | 890     | 0,11%   | 1.319   | 0,17%   | 1.272   | 0,20%   |
| Естонци       | 2.259   | 0,27%   | 1.122   | 0,15%   | 625     | 0,10%   |
| Молдавци      | 1.049   | 0,12%   | 797     | 0,10%   | 721     | 0,11%   |
| Летонци       | 893     | 0,11%   | 690     | 0,09%   | 442     | 0,07%   |
| Немци         | 825     | 0,10%   | 685     | 0,09%   | 445     | 0,07%   |
| Чуваши        | 806     | 0,10%   | 658     | 0,09%   | 444     | 0,07%   |
| Јевреји       | 1.339   | 0,16%   | 637     | 0,08%   | 369     | 0,06%   |
| Пољаци        | 772     | 0,09%   | 588     | 0,08%   | 359     | 0,06%   |
| Чечени        | 340     | 0,04%   | 557     | 0,07%   | 300     | 0,05%   |
| Финци         | 658     | 0,08%   | 356     | 0,05%   | 212     | 0,03%   |
| Литванци      | 528     | 0,06%   | 347     | 0,05%   | 221     | 0,03%   |
| Сети          | ...     | ...     | 172     | 0,02%   | 123     | 0,02%   |
| остали        | 5.925   | 0,70%   | 6.657   | 0,87%   | 2.878   | 1,65%   |

На подручју Псковске области налази се укупно 28 насеља градског типа, од чега њих 14 има административни статус града, а преосталих 14 је са административним статусом варошице (рус. посёлки городского типа). Према подацима за 2015. годину, у градским срединама живело је 458.462 становника или 70,04% од укупне обласне популације. Највећи градски центри су Псков који је уједно и главни град области (207.571 становнка) и Великије Луки (95.606 становника). У два највећа градска центра живи чак 67% становника области.

## Административна подела
Псковска област административно је подељена на 24 општинских рејона и на два града обласне субординације (градски окрузи). Рејони су подељени на 24 градске и 89 сеоских општина и на једну међунасељенску територију.
| №  | Рејон                     | Административни центар |
| -- | ------------------------- | ---------------------- |
|    | Псковски градски округ    | Псков                  |
|    | Великолушки градски округ | Великије Луки          |
| 1  | Гдовски рејон             | Гдов                   |
| 2  | Пљушки рејон              | Пљуса                  |
| 3  | Стругокрасњенски рејон    | Струги Красније        |
| 4  | Печорски рејон            | Печори                 |
| 5  | Псковски рејон            | Псков                  |
| 6  | Порховски рејон           | Порхов                 |
| 7  | Дновски рејон             | Дно                    |
| 8  | Палкински рејон           | Палкино                |
| 9  | Островски рејон           | Остров                 |
| 10 | Дедовички рејон           | Дедовичи               |
| 11 | Питаловски рејон          | Питалово               |
| 12 | Красногородски рејон      | Красногородск          |
| 13 | Пушкиногорски рејон       | Пушкинскије Гори       |
| 14 | Новоржевски рејон         | Новоржев               |
| 15 | Бежанички рејон           | Бежаници               |
| 16 | Опочки рејон              | Опочка                 |
| 17 | Локњански рејон           | Локња                  |
| 18 | Себешки рејон             | Себеж                  |
| 19 | Пустошки рејон            | Пустошка               |
| 20 | Новосокољнички рејон      | Новосокољники          |
| 21 | Великолушки рејон         | Великије Луки          |
| 22 | Куњски рејон              | Куња                   |
| 23 | Невељски рејон            | Невељ                  |
| 24 | Усвјатски рејон           | Усвјати                |

## Занимљивости
- Псковска област је тек један од два субјекта Руске Федерације који се граничи са три државе (Белорусија, Естонија и Летонија), а друга је Алтајска република кја се граничи са Кином, Монголијом и Казахстаном.
- Псковска област је јединии субјект Руске Федерације који нема властиту заставу, већ користи искључиво грб.